# 奥珀曼猜想
奥珀曼猜想是數學上關於質數分布的一個懸而未決的問題。該猜想與勒讓德猜想、安德里卡猜想以及布羅卡猜想等密切相關但較強。該猜想以丹麥數學家卢兹维·奥珀曼的名字命名，因為他在1877年3月在一篇未出版的講稿中提及此猜想。

## 陳述
該猜想指稱，對於任意的x>1而言，至少有一個質數存在於x(x-1)和x^2之間，且至少有一個質數存在於x^2和x(x+1)之間。
該猜想也可等價地表述為「素數計數函數對這些區間的端點必須取不等號」，也就是說，對於任意的x>1而言有：
π(x^2-x) < π(x^2) < π(x^2+x)
其中π(x)指的是小於等於x的質數個數。
這兩個區間的端點是介於兩個矩形數之間的完全平方數，其中的兩個矩形數是一對三角形數的兩倍。兩個三角形數的和是完全平方數。

## 後果
若該猜想為真，那麼質數間隙的大小如下：
{\displaystyle g_{n}<{\sqrt {p_{n}}}\,}
而這也表示在x^2和(x+1)^2之間至少有兩個質數，其中之一在x^2和x(x+1)之間，另一個在x(x+1)和(x+1)^2之間，而這比勒讓德猜想的此區間中至少有一個質數來得強；類似地，由於任意兩個奇質數間至少有一個非質數的事實之故，因此從該猜想也可導出布羅卡猜想，而布羅卡猜想指的是兩個奇質數的平方之間，至少有四個質數；不僅如此，該猜想也意味著如安德里卡猜想所言的一般，兩個相鄰質數的最大間隙，至多只能這些數的平方根的兩倍成正比。
該猜想也意味著在质数螺旋的每四分之一個旋轉上，都至少有一個質數。

## 現狀
即使對小的x而言，此猜想範圍內的質數數量都遠超過一，這為此猜想提供了強力的證據；然而截至2024年為止，該猜想都尚未得到證明。近期的一篇論文則驗證說勒讓德猜想和奥珀曼猜想對大到{\displaystyle n=7\cdot 10^{13}}的數都成立。